# Wolfgang Hindrichs
Wolfgang Hindrichs (* 16. Mai 1933 in Duisburg; † 13. März 2012 in Bremen) war ein deutscher Erziehungs- und Sozialwissenschaftler. Seine Hauptforschungsgebiete waren die Arbeitswelt, Gewerkschaften und Erwachsenenbildung und damit verbunden die Einführung langfristiger Angebote zur politischen Weiterbildung sowie die Erprobung neuer innovativer Ansätze der Praxisforschung.

## Arbeit und Leben
Hindrichs studierte in Tübingen Sozialwissenschaften, Theologie und Pädagogik und promovierte bei Walter Jens. Er trat in die SPD ein, hielt aber nach Verabschiedung des Godesberger Programms (1959) Distanz zum offiziellen Kurs der Partei. Hindrichs engagierte sich gegen die Wiederbewaffnung und unterstützte u. a. die algerische Befreiungsbewegung. Als Mitglied des damaligen SDS gehörte er zur linkssozialistischen Opposition gegenüber der Regierung Adenauer. Ende der 1950er Jahre wurden im SDS Auseinandersetzungen um die Herausbildung einer unabhängigen „Neuen Linken“ geführt, die sich von der Politik des SPD-Parteivorstands absetzte und sich auf der anderen Seite gegen eine Vereinnahmung des SDS durch der SED nahestehende Vertreter um die Zeitschrift konkret wehrte. Hindrichs galt in diesen Auseinandersetzungen als einer der Köpfe der sog. Mittelgruppe des SDS. Es gelang schließlich, den SDS zu einem Kristallisationspunkt kritischer Sozialisten sowohl innerhalb als auch außerhalb der SPD zu machen. Die SPD-Führung reagierte 1961 mit einem Unvereinbarkeitsbeschluss, der SDS-Mitglieder und -Sympathisanten aus der Partei ausschloss.
Er war neben Peter von Oertzen und Jürgen Seifert Mitbegründer des in den 1960er Jahren entstandenen Elzer Kreis, in dem sich Gewerkschafter und Sozialwissenschaftler zusammengefunden hatten, die sich für demokratische Reformen in der Arbeitswelt engagierten. Als Sozialwissenschaftliche Vereinigung Duisburg e.V. arbeitete die Gruppe später am Konzept einer betriebsorientierten Arbeiterbildung für gewerkschaftliche Basisfunktionäre (Vertrauensleute, Betriebsräte, Bildungsobleute).  Zusammen mit Oskar Negt, Willi Pöhler, Reinhard Hoffmann, Olaf Sund und Reinhard Welteke veröffentlichte Hindrichs sog. Arbeitshefte für die gewerkschaftliche Bildungsarbeit zu Themen wie Die Würde des Menschen in der Arbeitswelt und Industriearbeit und Herrschaft, die großen Einfluss auf die Entwicklung der gewerkschaftlichen Erwachsenenbildung seit den 1960er Jahren haben sollten. Hindrichs entwickelte damals mit anderen die Konzeption der sogenannten „Betriebsnahen Bildungsarbeit“.

„Im Kern bezeichnet betriebsnahe gewerkschaftliche Bildungsarbeit nicht nur eine raumzeitlich-organisatorische, sondern auch eine soziologisch-konzeptionelle und eine didaktische Ebene. Unternehmen und Betrieb (…) als Ort der Kooperation von Kapital und Arbeit, aber auch der ständigen Konfrontation ihrer gegensätzlichen Interessen, sind gesellschaftliche Voraussetzung und zugleich zentrales Thema der gewerkschaftlichen Bildungsarbeit; Betriebsbelegschaften und ihre Interessenvertretungen sind die Adressaten. Unternehmen und Betrieb sind aber auch die Orte des praktischen Wirksam-werdens gewerkschaftlicher Bildungsarbeit (…). Gelegentlich hört man zur Bezeichnung dieser Bildungskonzeption auch das Wort ‚Betriebsansatz‘. Darin drückt sich aus, dass der Bildungsprozess im Betrieb ansetzt, den Betrieb zentral thematisiert, sich aber nicht auf die betriebliche Ebene beschränkt. Tatsächlich haben die Vertreter des Betriebsansatzes den Betrieb nie isoliert und ausschließlich als Gegenstand der Bildungsarbeit gesehen. Daher muss die Konzeption der betriebsnahen Bildungsarbeit in ihren Zusammenhängen und mit ihren Implikationen betrachtet werden: Es geht um die Belegschaften, d. h. um den Betrieb als Arbeitsstätte und Ort kollektiver Interessenbildung für die Arbeiter, die dort ihre Arbeitskraft verausgaben, ihren Lebensunterhalt verdienen, vielleicht einen Rest von Selbstverwirklichung in der Arbeit finden. Die Belegschaften stehen dabei aber in unaufhebbarem Interessengegensatz zu den Unternehmern, die im Betrieb Kapital investieren, Waren in Abhängigkeit von Markt und Konkurrenz produzieren lassen und dabei maximale Nutzung lebendiger Arbeit anstreben. Die Konzeption richtet sich also auf Betrieb als Ort der Interessenkonstitution und Interessendurchsetzung von Lohnabhängigen und insoweit auf die Keimzelle gewerkschaftlicher Organisation und gewerkschaftlicher Mobilisierung.“

Mitte der 1960er Jahre wurde Hindrichs wissenschaftlicher Assistent am Lehrstuhl für die Wissenschaft von der Politik an der damaligen Technischen Universität Hannover. Er gehörte zum Gründungsteam der 1972 in Dortmund neuerrichteten Sozialforschungsstelle Dortmund, damals Landesinstitut des Landes Nordrhein-Westfalen. Er leitete mehrere empirische Forschungsprojekte zu industriesoziologischen Forschungsthemen dieser Zeit. Streiks und betriebliche Konflikte wurden als wichtige Phänomene der Arbeitswelt nach dem Ende des Wirtschaftswunders thematisiert und in Hinblick auf das in ihnen angelegte Entwicklungspotential betrieblicher und gesellschaftlicher Strukturen untersucht.
1979 wurde Hindrichs an die Universität Bremen zum Professor am Lehrstuhl für Weiterbildung berufen und hat den Studiengang Weiterbildung aufgebaut. Diese Stelle war verbunden mit der Leitung der Akademie für Arbeit und Politik an der Universität Bremen. Direktor der Akademie war Hindrichs in den Jahren 1986 bis 1992. Hier konzentrierte er sich vor allem auf die Erforschung der gewerkschaftlichen Arbeiterbildung und publizierte zu Themen wie „Streiks“, „Betriebsräte“, „gewerkschaftliche Vertrauensleute“ und „Mitbestimmung am Arbeitsplatz“. Mitte der 1990er Jahre arbeitete er mit einer Arbeitsgruppe der Sozialforschungsstelle Dortmund an einer Studie des Strukturwandels der Arbeit in der Schwerindustrie des Ruhrgebiets und die damit einhergehende Veränderung der Arbeit der Betriebsräte.
Hindrichs war Gründungsmitglied der Otto Brenner Akademie Hannover (1995).
Schwerpunkt für ihn war auch hier die politische Bildungsarbeit in der Arbeiterbildung.
Wolfgang Hindrichs war verheiratet mit Eva Hindrichs, geb. Hohlfeld.

## Schriften (Auswahl)
- Der Wille im Menschenbild der Tragödien des Aischylos und Sophokles. Tübingen 1958.
- (Hrsg./Mitautor) Arbeit und Leben in Niedersachsen. Schriftenreihe.
  1. Industriearbeit und Herrschaft. 1968, ISBN 3-434-10074-1.
  2. Die Würde des Menschen in der Arbeitswelt. 1969.
  3. Die Interessenvertretung der Arbeitnehmer im Betrieb. 1969.
  4. Der Konflikt um Lohn und Leistung. 1969.
- (mit Willi Dzielak, Helmut Martens, Verena Stanislawski, Wolfram Wassermann) Belegschaften und Gewerkschaft im Streik: Am Beispiel der chemischen Industrie. Campus, Frankfurt am Main/New York 1978, ISBN 3-593-32267-6.
- (mit Willi Dzielak, Helmut Martens, Walter Schophaus) Arbeitskampf um Arbeitsplätze: Der Tarifkonflikt 1978/79 in der Stahlindustrie. Campus, Frankfurt am Main 1981, ISBN 3-593-32796-1.
- (mit Hans O. Hemmer) „Nicht Stillstand, sondern Fortschritt in der Sozialpolitik soll unser Kampfruf sein.“ Grunddaten zur Geschichte sozialer Reformen in Deutschland, 1981.
- Betriebsnahe gewerkschaftliche Bildungsarbeit. In: Dieter Görs (Hrsg.): Gewerkschaftliche Bildungsarbeit: Kontroversen und Konzepte. München/Wien/Baltimore 1982, ISBN 3-541-41521-5.
- (mit Manfred Heckenauer) Sozialist sein in schwieriger Zeit: Jahre der Sammlung und der Neuorientierung (1958–1962). In: Jürgen Seifert, Heinz Thörmer, Klaus Wettig (Hrsg.): Soziale oder sozialistische Demokratie? Beiträge zur Geschichte der Linken in der Bundesrepublik. Freundesgabe für Peter von Oertzen. Marburg 1989, ISBN 3-924800-56-1.
- (mit Hans-Jürgen Duddek, Wolfram Wassermann) Handlungsfeld Betrieb. Zwei Studien über Verhältnisse und Perspektiven gewerkschaftlicher Betriebspolitik am Beispiel der Gewerkschaft NGG, Akademie für Arbeit und Politik an der Universität Bremen. Büro für Sozialforschung, Kassel 1995.
- (mit Uwe Jürgenhake, Christian Kleinschmidt, Wilfried Kruse, Rainer Lichte, Helmut Martens) Der lange Abschied vom Malocher: Sozialer Umbruch in der Stahlindustrie und die Rolle der Betriebsräte von 1960 bis in die neunziger Jahre. Essen 2000, ISBN 3-88474-892-0.